# متحف النقب للفنون

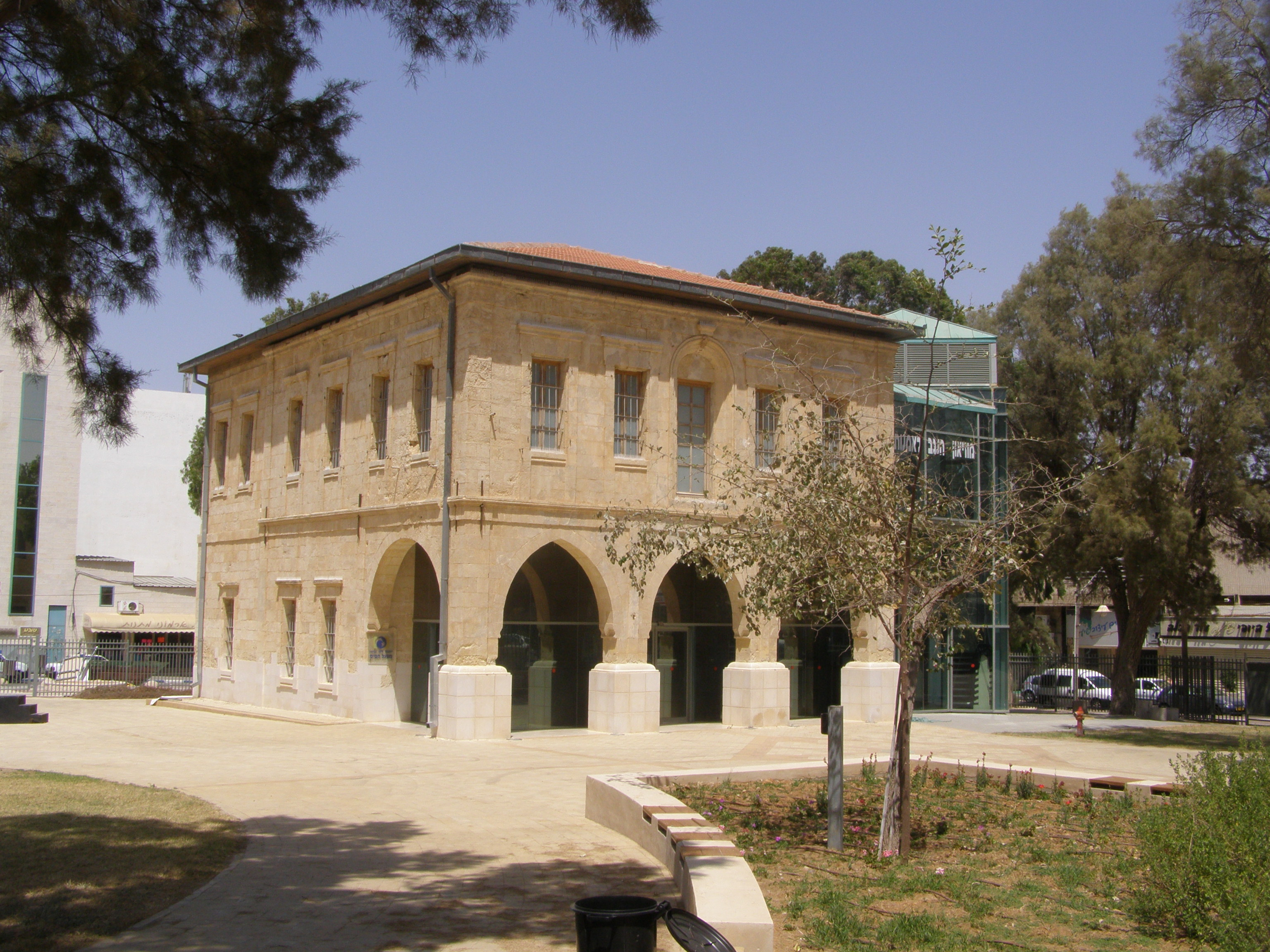
متحف النقب للفنون، بئر السبع

متحف النقب للفنون هو متحف فني في مدينة بئر السبع القديمة «بإسرائيل». المبنى هو قصر الحاكم السابق، الذي بناه العثمانيون عام 1906 كجزء من الصروح الحكومية التي تشمل سرَايا الناصرة والمسجد المحلي.

## البناء
المبنى المكون من طابقين هو منزل «كوناك» عثماني نموذجي: منزل الحاكم أو بعض الشخصيات المرموقة الأخرى، حيث تُعقد الاجتماعات الرسمية وحفلات الاستقبال. واجهته أربعة أروقة مقوسة. خلال الحرب العالمية الأولى كان المبنى يضم ضابط هيئة الأركان البريطانية وفي عام 1938 أصبحت مدرسة بدوية للبنات. تم إجراء تعديلات مختلفة على المبنى خلال فترة الانتداب البريطاني، بما في ذلك إضافة درج داخلي وغرفتين في الطابق العلوي.
بعد الحرب العربية الإسرائيلية عام 1948، خدم المبنى الجيش الإسرائيلي. وتحولت إلى الاستخدام المدني مرة أخرى بعد تأسيس مدينة بئر السبع كأول بلدية في المدينة. في السبعينيات، انتقلت البلدية إلى مبناها الجديد وأقام قصر الحاكم الجناح الفني لمتحف آثار النقب الواقع في المسجد العثماني السابق القريب. في عام 1998، تم إعلان المبنى غير آمن وتم إغلاقه أمام الجمهور.
بدأت عملية الترميم التي نفذتها إدارة الترميم في سلطة الآثار بقيادة المهندس المعماري زئيف غور. قامت الأعمال بتكييف المبنى مع متطلبات المتحف الحديثة، بما في ذلك إمكانية الوصول لذوي الاحتياجات الخاصة والتحكم في المناخ، مما يجعله متحفًا معترفًا به رسميًا من قبل مجلس المتاحف الإسرائيلي. أعيد افتتاح المبنى ليصبح متحف النقب للفنون في عام 2004.

## المتحف
المتحف هو متحف بلدي ولديه مجموعة من الفن الإسرائيلي الحديث في الغالب، بما في ذلك الفنانين المحليين والإقليميين. في مراحله الأولى، كجناح لمتحف الآثار في النقب، كان يعرض مجموعته الدائمة والمعارض العرضية. منذ عام 1987، وتحت إدارة نوا تل، بدأ المتحف في العمل بشكل مستقل، حيث عرض معارض مؤقتة للفن الإسرائيلي والدولي. خلال التسعينيات، وتحت إدارة جاليا جافيش، وسع المتحف مجموعته خاصة في الأعمال الخزفية والإثنوغرافية لليهود الإثيوبيين. أطلق جافيش أيضًا بينالي الخزف الدولي في بئر السبع.
خلال فترة عملها كمديرة وقيّمة معارض (2002-2010) أشرفت نوجا رافيد على أعمال التجديد والتكيف مع معايير المتحف. من بين المعارض التي قامت بتنسيقها كانت معرضًا ثنائيًا لمايكل جروس وأوري ريسمان (2006)، و "60-90-60" (2008)، وهو معرض تاريخي للاحتفال بالذكرى الستين لبئر السبع الإسرائيلية ومعرض الذكرى 90 لغزو المدينة من قبل فيالق الجيش الأسترالي والنيوزيلندي (ANZAC) خلال الحرب العالمية الأولى، وبالتالي بدء نهاية الحكم العثماني لفلسطين.
في عام 2011، أصبح المتحف جزءًا من شركة كيفونيم للثقافة الترفيهية في بئر السبع بمديرها الجديد والقيم الفني، مؤرخة الفن داليا مانور. يدير المتحف برنامجًا مكثفًا للمعارض لكبار الفنانين الإسرائيليين والفنانين الدوليين. كان أولها عرض جماعي للروح الجنوبية: جوانب من النقب في الفن الإسرائيلي المعاصر. ومن بين الفنانين المشاركين ميشال روفنر، روي كوبر، جلعاد أوفير، جلعاد إفرات، بافيل وولبرغ وغيرهم. بعد نجاحه، انتقل المعرض إلى غاليري جامعة تل أبيب ومن المقرر أن ينتقل إلى ألمانيا. تم تخصيص المعرض التالي للرسام والنحات الإسرائيلي الشهير ميناشي كاديشمان، حيث عرض المطبوعات والمنحوتات واللوحات، بعضها معروض لأول مرة. انتهى العام بمعرض دولي للفنون الورقية، في الوسط، سافر من متحف ويلفريد إسرائيل في كيبوتس هزوريع الذي نظمه. كجزء من هذا المعرض، تضمن متحف النقب تكريمًا لجويس شميدت، التي أسست في بئر السبع أول مصنع للورق وأطلق صناعة الورق في إسرائيل. خلال هذا المعرض، توسعت البرامج التعليمية للمتحف لتشمل ورش عمل إبداعية منتظمة تقدم للأطفال، بالإضافة إلى الجولات المصحوبة بمرشدين لعامة الناس.
في عام 2012، تم افتتاح أول معرض على الإطلاق من المجموعة الخاصة لهيلاتا تال للفن الإسرائيلي في متحف النقب للفنون، مع أعمال لفنانين مشهورين موشيه غيرشوني، موشيه كوبفرمان، ليا نيكيل، بوكي شوارتز، ناحوم تيفيت، إيغيل توماركين، أفيفا أوري وآخرين. تبع ذلك عرض منفرد لسيغاليت لانداو، «كارياتيد»، والذي يتكون من التركيبات والمنحوتات وأعمال الفيديو والصوت. في عام 2013، عرض المتحف عرضًا منفردًا لصور للفنانة المشهورة عالميًا ميخا بار آم، يتكون من صور التقطت في جنوب إسرائيل من الخمسينيات إلى العقد الأول من القرن الحادي والعشرين. في تشرين الأول/أكتوبر 2013، بمناسبة الذكرى الأربعين لحرب يوم الغفران، افتُتح معرض جماعي تاريخي حول موضوع الذاكرة والثكل في الفن الإسرائيلي. ومن بين الفنانين المشاركين كانوا يغئال توماركين، مناحيم شيمي، لودفيغ بلوم، ديفيد ريب، ديفيد واكستين، أسد عزي، تسفيكا كانتور، إيريز يسرائيلي، وغيرها. في عام 2014، عرض المتحف معارض جماعية: واحدة حول موضوع الصحراء لفنانين إسرائيليين وعالميين، «أرض دراي لاند»، ومعرض لمطبوعات فن البوب لفنانين أمريكيين وبريطانيين من مجموعة متحف إسرائيل، القدس. تم تخصيص المعرض الأخير لهذا العام للاحتفال بالذكرى الخمسين للنصب التذكاري لواء النقب، حيث ضم عرضًا منفردًا لـ داني كارافان، صانع النصب التذكاري، وعرض جماعي للفنانين الآخرين الذين صوروه أو استلهموا منه، ومن بينهم يعقوب. أغور وياعيل برطانة. رافق المعرض فعاليات حية في موقع النصب التذكاري وندوة دولية عقدت في جامعة بن غوريون في النقب. يستضيف متحف النقب للفنون خلال فصل الصيف حفلات موسيقية في الهواء الطلق على أرضه.

## روابط خارجية
- الموقع الرسمي
- استعراض لمعرض متحف النقب للفنون
- مجلة هآرتس عن متحف النقب للفنون، مايو 2012
- أنجيلا ليفين، "Sigalit Landau - A Microcosm of Her World"، منتصف الليل الشرق، 12 أكتوبر 2012
- باري ديفيس، «الانفتاح في الجنوب»، جيروزاليم بوست، 14/04/2013
- "النصب التذكاري الإسرائيلي الأيقوني يحتفل بمرور 50 عامًا، هآرتس، 30 أكتوبر 2014